# Aerosport
Aerosport es una feria de aeronáutica deportiva y corporativa que se celebra anualmente desde 1993 en el Aeródromo de Igualada-Ódena en la provincia de Barcelona. Es la única feria de España dedicada íntegramente a la aviación general y deportiva.
La feria incluye exposiciones, demostraciones y vuelos de ultraligeros, autogiros, vuelo a motor, vuelo sin motor, planeadores, acrobacia aérea, paramotores, helicópteros, construcción amateur, complementos y accesorios aeronáuticos, escuelas de pilotos, aeroclubs y un mercado de ocasión. La feria dispone de una carpa donde se suelen realizar conferencias técnicas sobre aeronáutica general y deportiva, abordando temas como la cartografía y el espacio aéreo, los motores de avión, los seguros y la historia de las líneas aéreas.

## Historia
La primera edición de Aerosport se celebró en 1993. La tercera edición, en 1995, reunió a unos cuarenta expositores, principalmente
catalanes aunque también venidos desde Madrid, Francia, Italia o Bélgica, e incluyó demostraciones de ala delta, parapente, paramotor, ultraligeros, paracaidismo, vuelo a vela, motoveleros, helicópteros, extinción de incendios y una exhibición de acrobacia aérea. Durante varios años la feria fue uno de los dos componentes de la "Semana del Aire de Igualada", conjuntamente con el European Balloon Festival, la concentración de globos aerostáticos más importante del sur de Europa creada en 1997 que se celebra en el mes de julio. 
En el año 2008 se realizaron cambios para adaptarse a las necesidades del sector, buscando un enfoque más comercial y menos lúdico para potenciar el concepto de feria profesional. La feria se adelantó a los meses de abril y mayo, se incluyeron demostraciones de los aparatos expuestos, conferencias de alto nivel y simulaciones de vuelo, mientras que las actividades lúdicas como los bautizos de vuelo y el festival aéreo se pasaron al mes de julio. 
En 2010, un 51% de los expositores inscritos procedieron de Cataluña, un 41% del resto de España y un 8% del resto de Europa. La edición de 2011 contó con un stand de AENA.

## Premios
Feria de Igualada recibió el año 2007 el Premio Flyer en la categoría de 'Mejor desarrollo y divulgación del sector aeronáutico', otorgado al certamen Aerosport por haber impulsado durante más de 15 años un evento único en España, con el más elevado índice de repetición de participación y haber promovido más de 4.000 bautizos de vuelo y una escuela para jóvenes pilotos.

## Imágenes

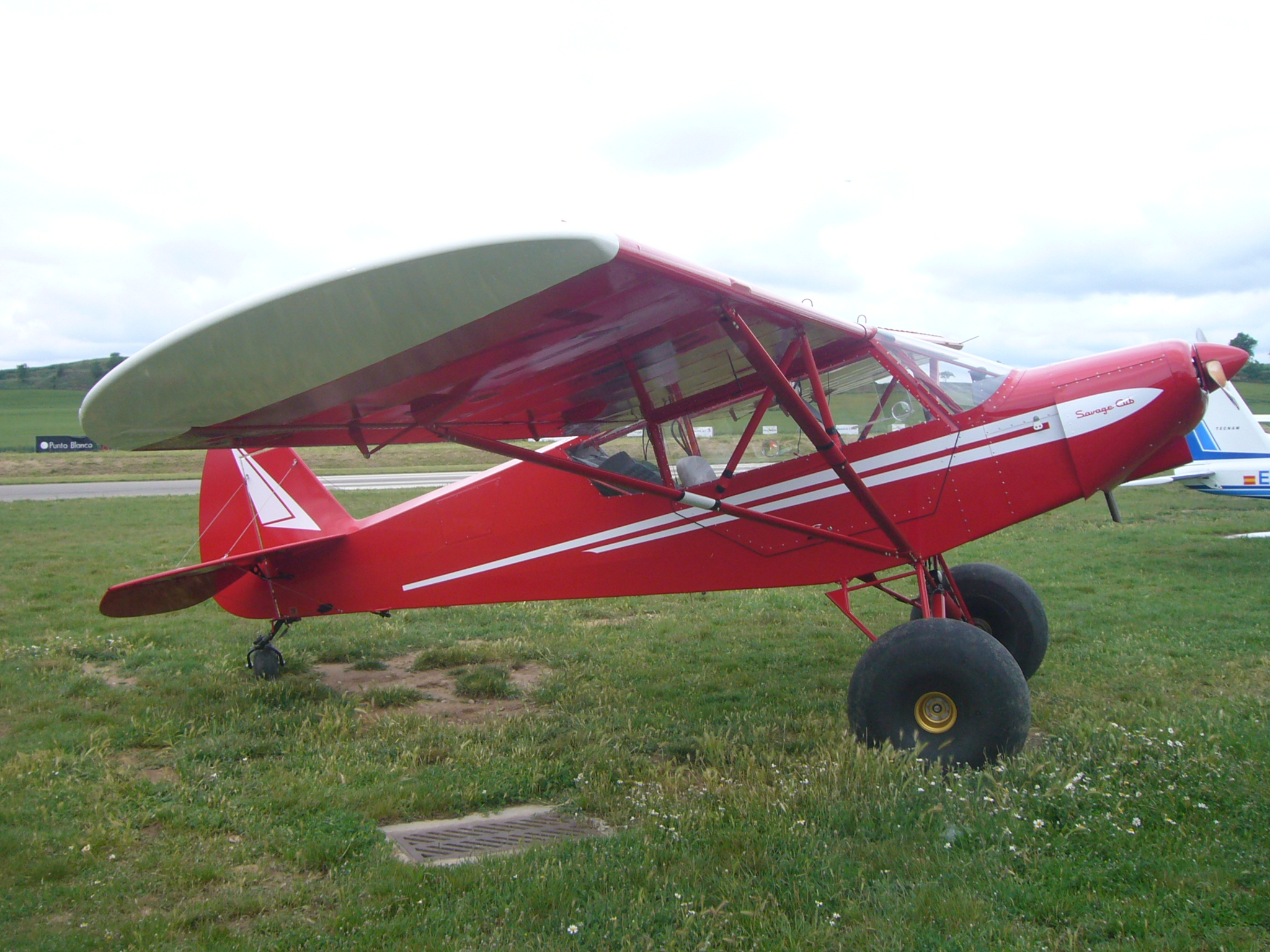
Ultraligero Savage Cub, (Aerosport 2011)
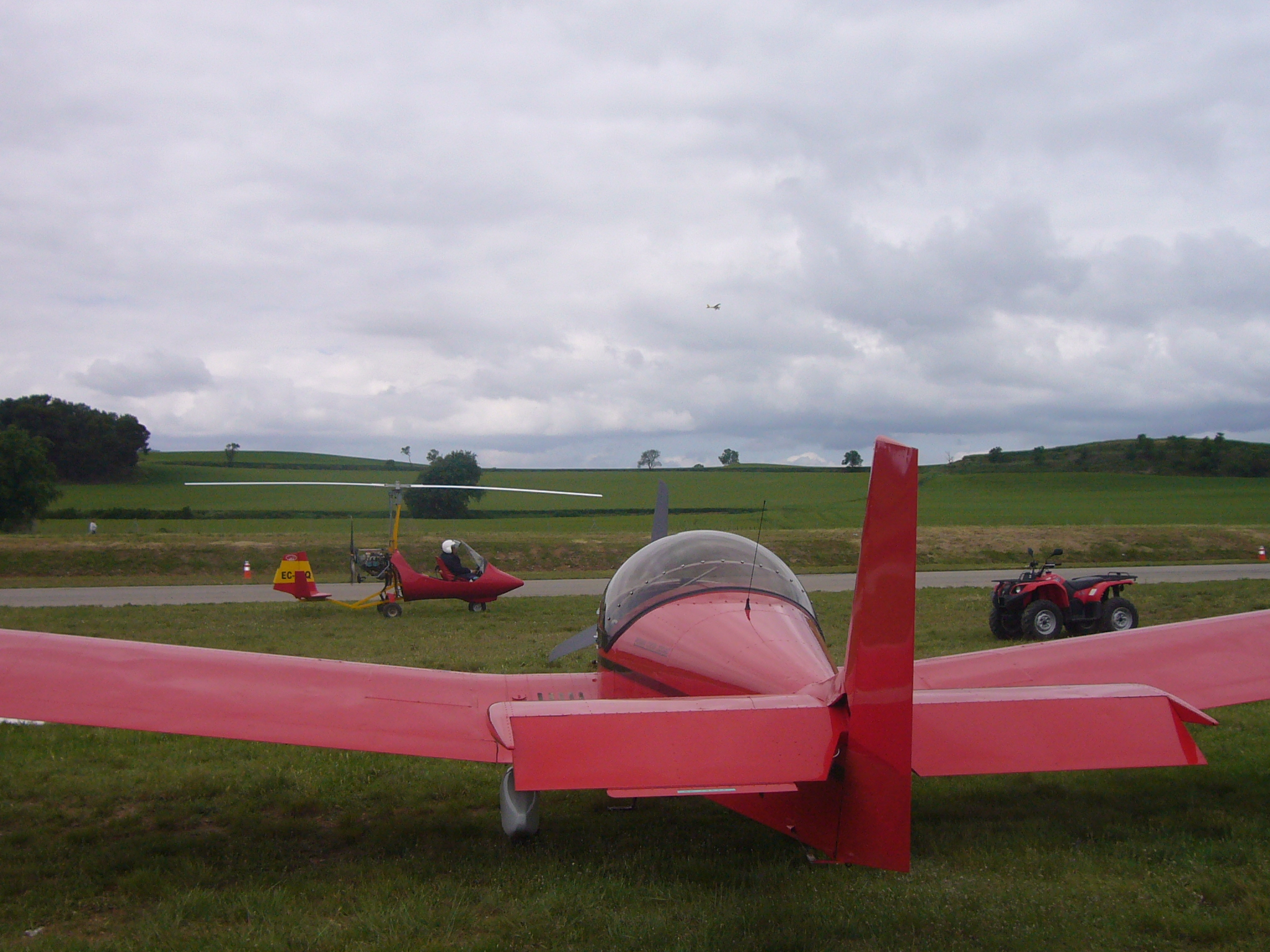
Un autogiro y un ultraligero (Aerosport 2011)
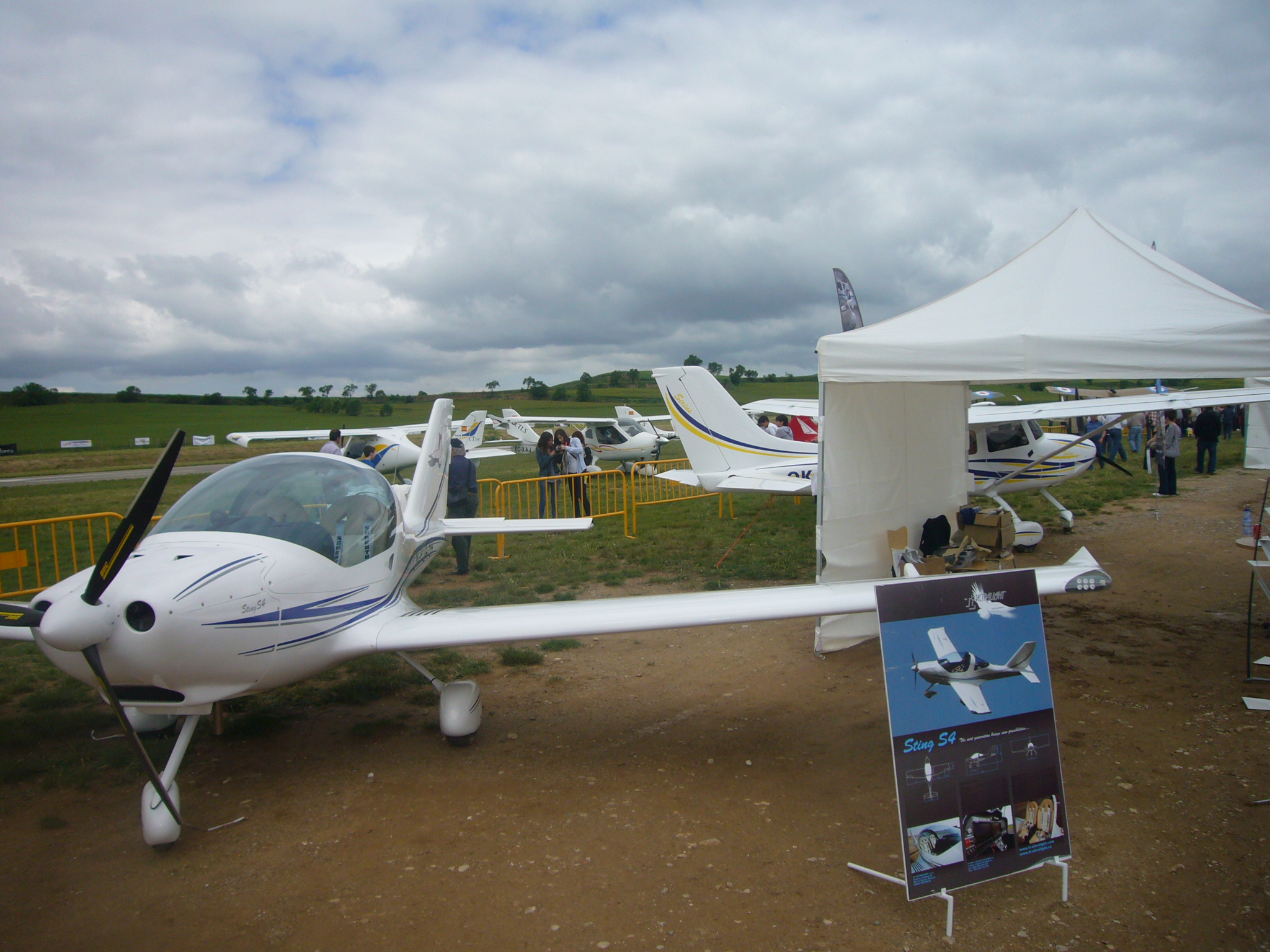
Sting S4, fabricado por TL-Ultralight (Aerosport 2011)
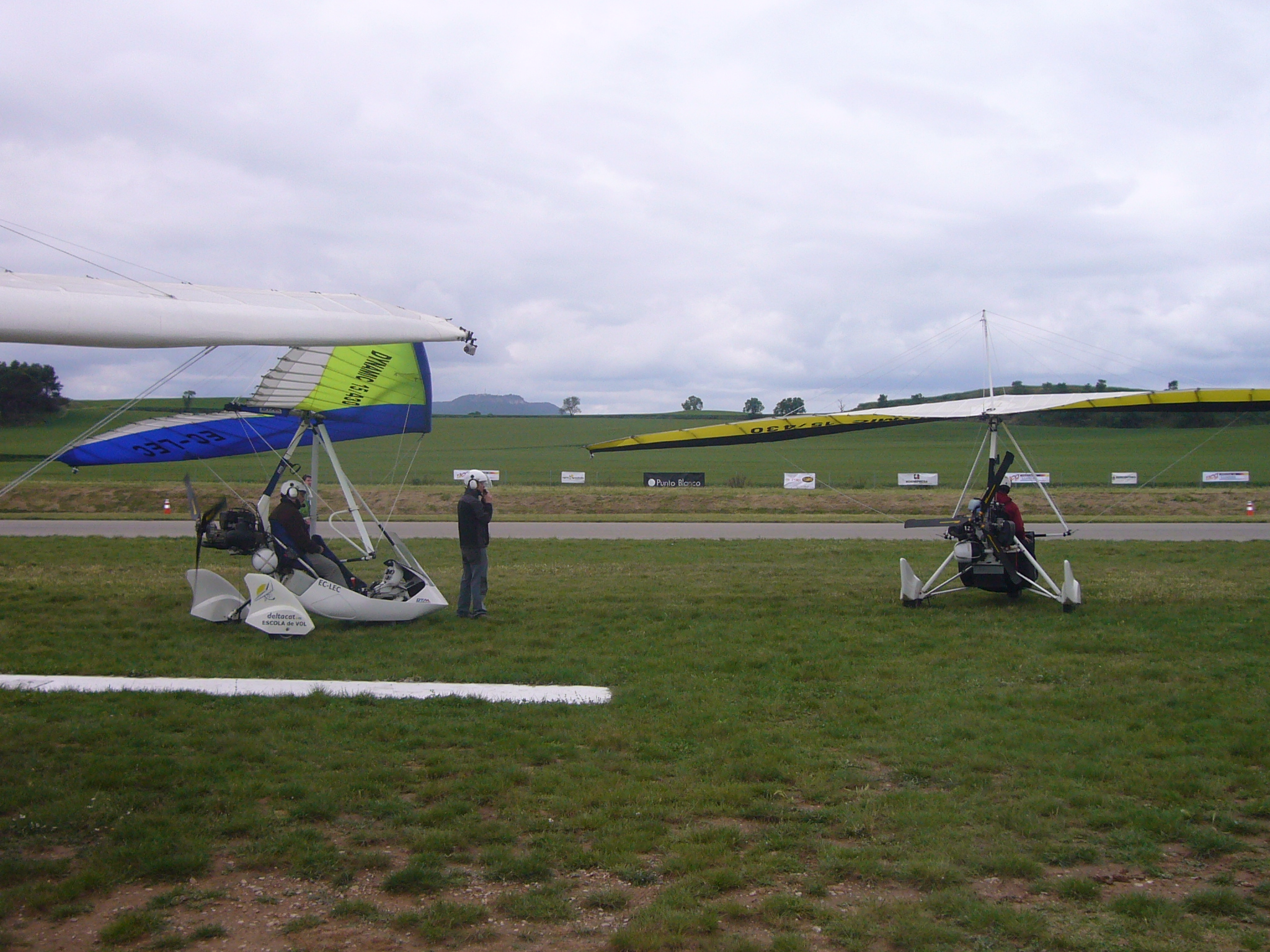
Dos ultraligeros deltatrikes (Aerosport 2011)
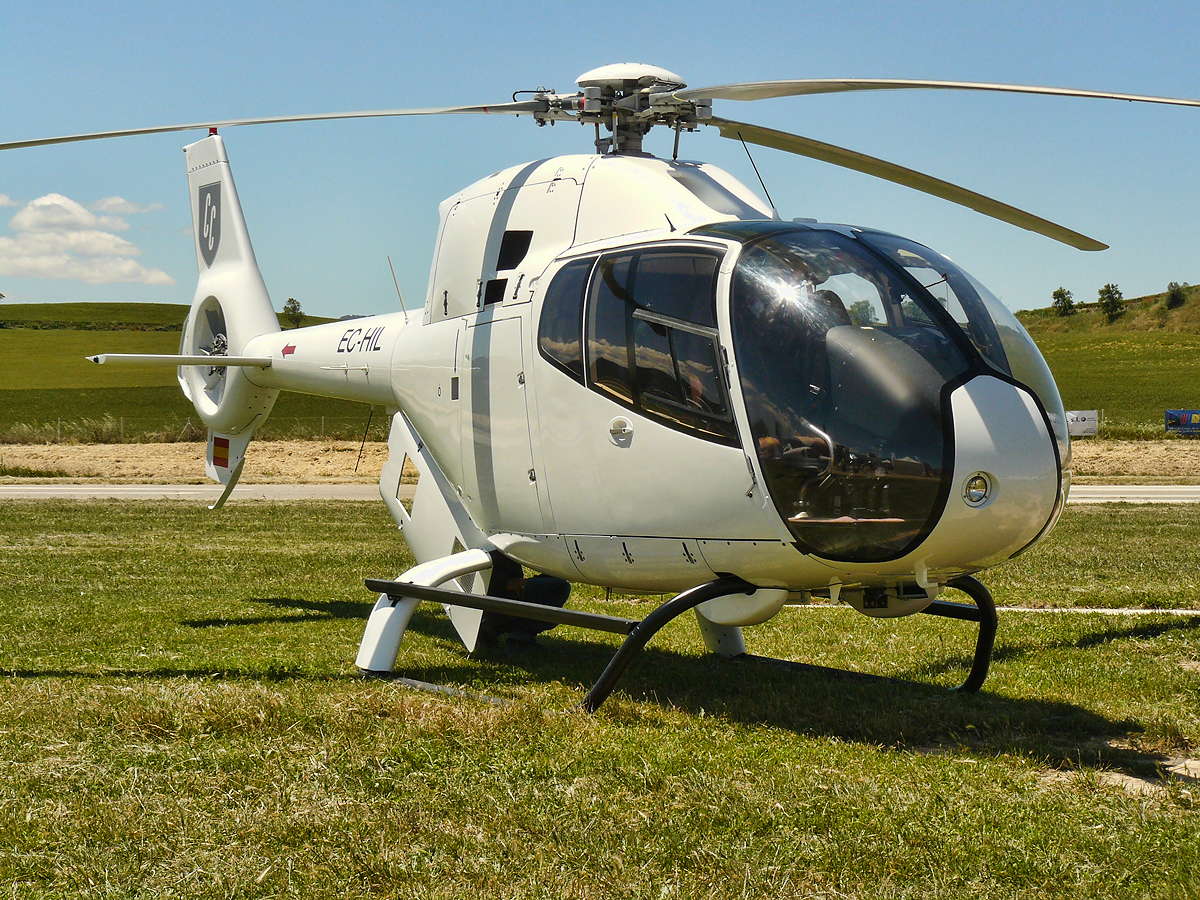
Helicóptero Eurocopter EC-120B (Aerosport 2013)
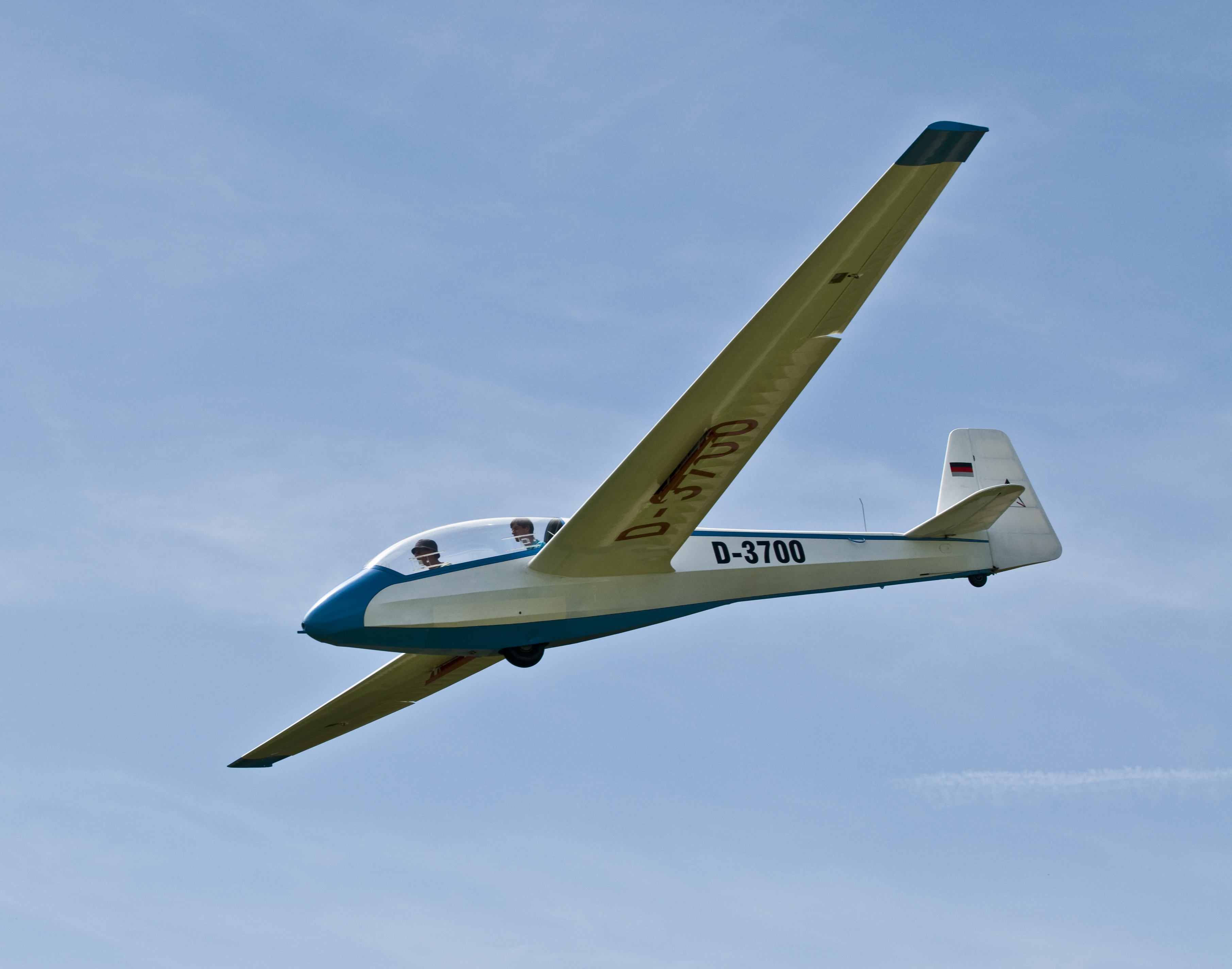
Planeador (vuelo a vela)
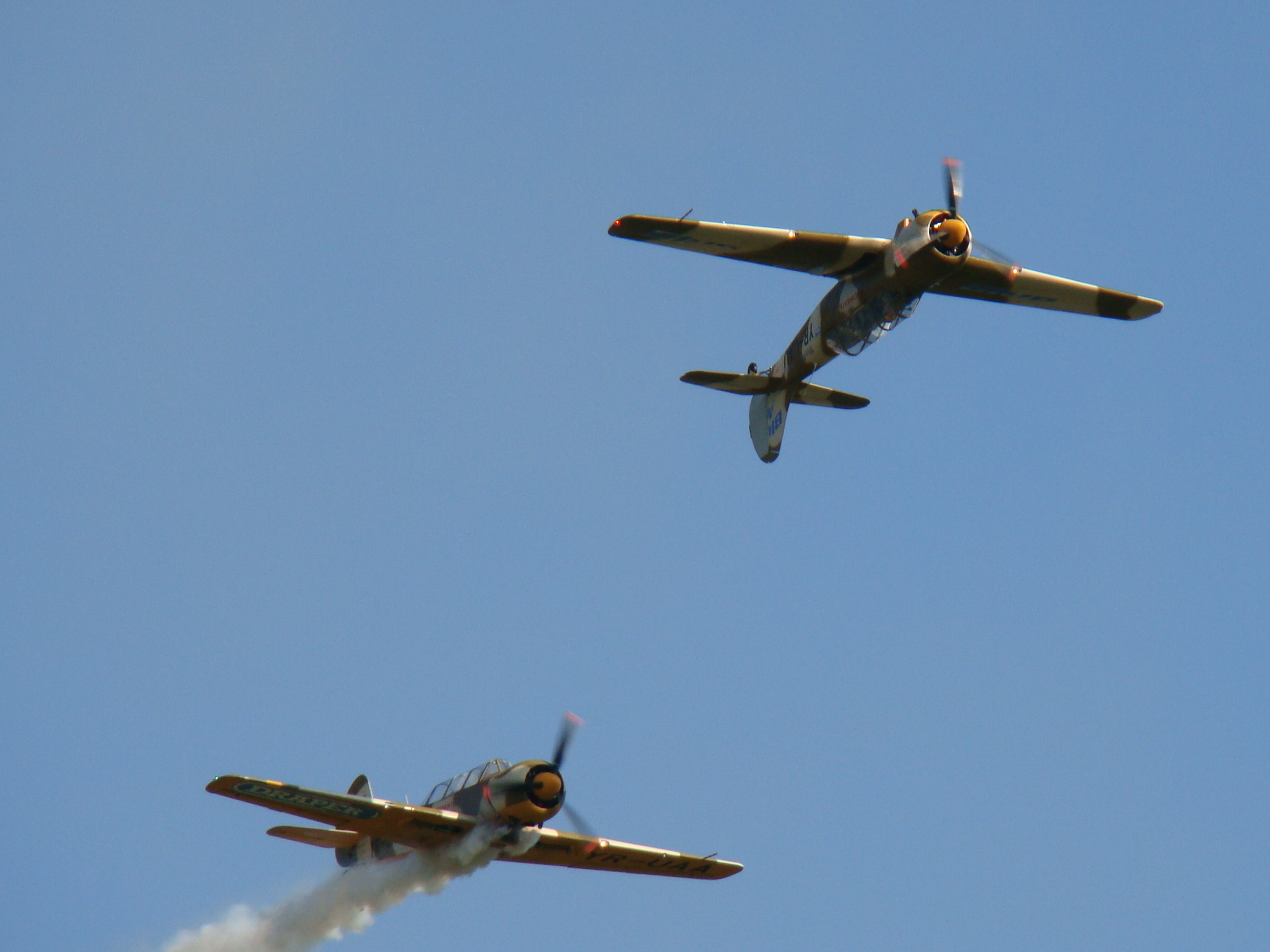
Vuelo acrobático